# Gordon Russell
Gordon Russell è il nome collettivo di Vanna De Angelis e Dario Battaglia. Oltre ad essere narratore e saggista è anche un esperto di archeologia, il che lo ha portato ad essere il consulente per vari film e documentari sull'arte della gladiatura e i suoi rituali, le sue tecniche e i suoi ideali. Per Piemme ha pubblicato Il Grande Gladiatore, La Notte del Gladiatore, I Giorni del Colosseo e La Congiura di Pompei.

## Vanna De Angelis
Vanna De Angelis si è dedicata per anni allo studio e all'approfondimento di scenari come la terza guerra di indipendenza e dell'impero asburgico, della rivoluzione di ottobre, della prima guerra mondiale e della nascita della Germania nazista e quindi della resistenza italiana. Si è poi dedicata alla stesura di saggi riguardanti la difesa delle minoranze etniche, come Eunuchi, e il mondo femminile discriminato, come in Amazzoni. Sempre facente parte di questo secondo argomento è anche la trilogia dedicata alla persecuzione delle donne accusate di stregoneria dal 1300 al 1600 in Europa: Le streghe. Roghi, processi, riti e pozioni, Il libro nero della caccia alle streghe e Dalla parte delle streghe.

## Dario Battaglia
Dario Battaglia è esperto di archeologia sperimentale e di ricostruzione empirica di tutte le discipline del mondo circense, atletico e militare dell'antichità greco-romana. Ha inoltre ricostruito le tecniche del pugilato etrusco e della gladiatura romana. Ha collaborato con il museo Kunst und Gewerbe di Amburgo e con i musei di Colonia e  di Rosenheim, in Germania, con il museo di Helenaveen, nei Paesi Bassi, con il Roman Legionary Museum, in Gran Bretagna, con il Museo de Historia de Terragona, in Spagna, nonché con numerosi musei e istituti universitari italiani. Ha collaborato con Ridley Scott per le riprese del noto film Il gladiatore realizzando combattimenti gladiatori davanti al Colosseo. È inoltre collaboratore alla Rai e a Mediaset.